# Prosopocera prasina
Prosopocera prasina là một loài bọ cánh cứng trong họ Cerambycidae.